# 香港2006年6月

## 6月1日
- 大埔一間酒樓因使用盜版音樂視像檔案以供顧客使用卡拉OK作娛樂之用，被判處罰款港幣三萬元並充公電腦、電視及喇叭等影音器材，而本案亦成為香港首宗中式酒樓被檢控侵犯版權的個案。維基新聞

## 6月2日
- 八對準新人分別向小額錢債審裁處入稟，指美心集團位於金鐘力寶中心的「力寶軒」酒樓於本年10月31日租約期滿，但仍然接受其後之婚宴酒席，令約50對新人須另覓其他酒樓，甚至須另擇其他日期設宴。據消息指，其中一對新人為香港無線電視新聞記者方東昇及其未婚妻吳先玲。成報

## 6月3日
- 晚上一輛由深圳羅湖火車站開往順德碧桂園的巴士，於駛至广深高速公路深圳市寶安區福永虎背山隧道口時，被事先上車的5名匪徒持刀槍搶劫。當時車上有30多名乘客，其中有20多名香港居民。事發後旅遊巴立即全車駛到福永派出所報案，至深夜才離開。明報

## 6月4日
- 一名少年凌晨俱同其友於粉嶺祥華邨邨內公園消遣期間，疑因凝望一群疑有黑幫背景的童黨，雙方發生衝突繼而動武，該少年被童黨打至頭骨爆裂而昏迷，送院急救後情況仍然危殆。警方事後拘捕七名少年，並列作傷人案處理。 成報
- 香港馬「牛精福星」在日本東京競馬場舉行的安田紀念勝出，是2000年靚蝦王後第二匹勝出此項賽事的香港馬匹。香港賽馬會 （页面存档备份，存于）

## 6月5日
- 藝人梁志健(森美)所主持的商台節目《架勢堂》，舉辦「最想非禮的香港女藝人」選舉，題目有侮辱女性及涉嫌違反香港法例第480章《性別歧視條例》，群福婦女權益會今日到廣播事務管理局及平等機會委員會投訴。明報

## 6月6日
- 深圳市公安局偵破上週六晚於广深高速公路所發生的巴士持械行劫案，於凌晨拘捕案中6名疑犯，並起出包括手機及港幣等部分贓物。深圳市副公安局長余新国指，由於疑犯中其中一人曾多次往返香港及深圳，成為公安破案的重要線索。明報

## 6月7日
- 香港商業電台發表聲明，就其電台節目《架勢堂》舉辦「你最想非禮的女藝人」網上選舉作出道歉。並由6月12日起暫停播出該節目兩個月，其節目監製及主持人森美及阮小儀亦被商台停薪留職兩個月，期間不得接受任何新兼職工作。而現時他們在香港無線電視所主持的遊戲節目《15/16》則如常播出，但電台部份之環節《15/16架勢王》則會被取消。而廣管局至今則收到117宗投訴。成報[永久] 明報即時新聞 香港電台網上新聞
- 香港廉政公署於6月6日及6月7日調查一宗貪污案件時拘捕四人，懷疑他們涉嫌於1995年至2001年間，向香港電台提供虛假資料以申領服務費。消息指被拘捕四人包括高級節目主任何重恩、節目主持李慧娜(拿拿淋)及前節目主持黃靜(Kawaii)。成報[永久]

## 6月8日
- 大埔區議會主席鄭俊平(59歲)和他的兄長鄭俊雄(65歲)，涉嫌利用一幅政府土地來詐騙逾118萬元。現在被廉政公署起訴。香港政府新聞網 雅虎新聞:明報[]

## 6月9日
- 國泰航空發表聲明，指有關在收購港龍航空一事上已跟其他相關公司達成協議。其中國泰航空將以8億2千萬港元現金及以每股作價13.5港元發行5億4,800萬股新股，總值82億2千萬港元，向港龍航空其他股東全面收購港龍。另國泰將動用40億7千萬，增持國航股權，由10%增至20%。而國航則以53億9千萬，購入國泰10.16%的股權，使國航與國泰形成互控關係。國泰航空公司新聞稿
- 香港天氣不穩定，天文台在上午一度發出黑色暴雨警告訊號，以新界區雨勢最大。暴雨警告在下午3時20分取消。雅虎新聞：明報[]
- 6月4日凌晨於粉嶺遭人圍毆至危殆的少年，於沙田威爾斯親王醫院搶救6日後，延至下午不治，警方將案改列謀殺案處理。雅虎新聞：明報[]

## 6月10日
- 香港中文大學新聞與傳播學院發表聲明，指院方非常關注其兼職講師梁志健(森美)所監製及主持商台節目《架勢堂》所舉辦「你最想非禮的女藝人」網上選舉可能對青少年造成不良影響，違反社會道德。經院方內部討論及與森美相討後，森美同意於2006至2007學年暫停主講其「廣播娛樂」(Multimedia & Digital Entertainment Design) 一科。成報[永久]
- 香港浸會大學的9名學生早前登上位於中國西藏，海拔6,206米高的啟孜峰，成為香港首隊攀上該山峰的大學攀山隊。 維基新聞

## 6月11日
- 中西區區議會正街選區今天進行補選，以填補前區議員梁耀祖因車禍身故所遺下的空缺，區內6,168名己登記選民中共有2,275人投票，投票率為36.88%。經點票後，獨立候選人李志恒以1,128票擊敗另外兩名候選人黃堅成及梁永安，當選為新任區議員，任期至2007年12月新一屆區議會換屆選舉為止。香港政府新聞稿1 （页面存档备份，存于）、2 （页面存档备份，存于）
- 息影女星林珍奇因不滿其丈夫李德麟聘請陳乙東在名下「扒王之王」餐廳工作，指李德麟此舉有損餐廳形象，早上在半山區愛都大廈的寓所吞服安眠藥企圖自殺，幸被其下屬得悉後報警而獲救。成報[永久]

## 6月12日
- 4名爭取居港權的示威者爬上灣仔軒尼詩道行人天橋上蓋，並要求與保安局局長李少光見面。警方需把軒尼詩道西行線封閉，讓消防員張開救生氣墊。事件令附近交通擠塞。雅虎新聞：明報[]
- 英國物理學家霍金抵達香港進行訪問，香港科技大學校長朱經武到機場迎接。雅虎新聞：明報

## 6月13日
- 灣仔莊士敦道於下午發生電車出軌意外，一輛由堅尼地城開往跑馬地的電車於駛至太和街交界時，與一輛客貨車相撞，兩車均無人受傷。事後電車司機擬將電車駛回車廠修理，不料前行至菲林明道交界時，電車衝出路軌並橫亙在東西行電車軌上。由於肇事電車上的乘客已全部離開，故無人因電車出軌而受傷。維基新聞

## 6月14日
- 粉嶺和隆街23號一幢唐樓於下午發生火警，一度有近三十人被大火及濃煙所圍困。消防員於到場後將火升為三級，先後救出二十多名住客，火警於發生後約半小時被救熄，消防調查後初步確定火警起因沒有可疑。期間有多名鄰近商戶於消防員到場前救出住客，以致事件不致成為慘劇。成報

## 6月15日
- 衛生署衛生防護中心於晚上接獲國家衛生部通報，指較早前於深圳市一宗疑似人類感染H5N1禽流感為確診病例，故香港政府決定由6月16日開始，暫停從中國內地輸入活禽鳥三星期，但中國內地供香港的冰鮮及冷凍禽肉則不受影響。香港政府新聞稿 （页面存档备份，存于）
- 廣管局就商台於2006年6月3日凌晨所播出的《架勢堂》節目內有關網上選舉的環節，裁定商台嚴重違反《電台節目業務守則》的規定，決定向商台施加罰款港幣14萬元。而商台方面亦須由一名高層管理人員作出道歉聲明，並於商台的三條廣播頻道內的黃金時間各播放一次。而商台則派出總經理陳靜嫻作出道歉聲明，表示接受廣管局的裁決，並會按該局的指令，在判決後的三個月內提交一份有關補救措施的進度報告，以便日後對其節目採取更積極及嚴謹的監察機制。香港政府新聞稿 （页面存档备份，存于）

## 6月16日
- 四家專利巴士公司的職工會不滿資方在有盈利下堅持凍薪，決定於6月19日早上按章工作，包括巴士只靠左駛、對準站頭上落及不超車。而新巴及城巴兩職工會，更決定於6月23日採取罷駛行動。運輸署及勞工處均表示已跟勞資雙方保持聯絡，運輸署緊急事故交通協調中心將於6月19日密切留意交通情況，而環境運輸及工務局局長廖秀冬則呼籲工會不要作出任何影響公眾方便和社會運作的行動。明報[]

## 6月17日
- 昂坪360纜車於下午3時30分左右發生大型故障。兩部纜車於昂坪車站因系統出現問題，尾隨纜車輕微觸及前車車身，當時兩部纜車並沒有碰撞，車上亦沒有乘客。纜車公司為安全計而暫停吊車運作並進行搶修。工程人員搶修2小時後，至下午5時30分纜車系統回復正常。吊車公司表示，其間共有500名乘客被困在纜車上，並未有收到受傷報告。而原定於翌日的試乘活動亦會取消，並研究應否延遲原定於6月24日的通車日。明報[]、維基新聞

## 6月18日
- 四家專利巴士公司的大部份司機將於6月19日早上按章工作，包括巴士只靠左駛、對準站頭上落及不超車。而工會代表又指，倘若資方於星期二早上七時或之前仍未就加薪幅度作回應，則會於當日繼續採取工業行動，更不排除於星期三罷駛。香港電台、明報[]

## 6月19日
- 新渡輪一艘由澳門港澳碼頭駛往九龍中港碼頭的「新渡輪85號」與一艘由珠海香洲港駛往東山島的觀光船「東區一號」於澳門港澳碼頭東北方約2.5海里之珠海水域相撞。「東區一號」被撞後尾部迅即入水半沉在海中，幸船上92人全部獲救。雅虎新聞：明報

## 6月20日
- 香港衛生署的衛生防護中心表示，諾沃克病毒在今年的活躍期較以往長，個案由600人升至近千人。香港政府新聞網[永久]、雅虎新聞:明報[]、新浪網[永久]
- 香港醫院管理局與公立醫院的醫生大致得到共識，將總數6.29億元作為醫生超時工作的補償。雅虎新聞:明報

## 6月21日
- 立法會通過由民政事務局局長何志平的動議，將位於荔景山路的私人屋苑盈暉臺納入深水埗區議會管轄範圍內。何志平指出，盈暉臺現時橫跨深水埗與葵青兩區，居民在區議會及立法會換屆選舉中分屬不同選區，有需要儘快糾正這不協調的情況。經諮詢當地居民後，居民屬意歸入深水埗區。何志平又指，有關修定毋須修定附屬法例，行政會議已於5月9日通過有關命令。香港政府新聞稿 （页面存档备份，存于）
- 邵逸夫獎基金會公佈2006年度邵逸夫獎得獎名單，其中生命科學與醫學獎由王晓东教授奪得，以表揚他在研究細胞方面的突破性成就；數學科學獎由中國科學院的吴文俊教授，與一名美國學者大衛‧曼福德教授獲得。以分別表彰他們對「數學的機器證明法」及「圖案學與視覺學」的貢獻。另天文學獎則由兩名美國學者：索爾‧普密特教授及亞當‧利斯教授和一位澳洲學者布萊‧施米茲教授共同獲得。邵逸夫獎新聞稿 （页面存档备份，存于）
- 大埔廣福里一座唐樓之外牆冷氣機位疑因日久失修致使石屎剝落墜街，一英籍男子帶同男嬰及女兒途經該處，其中一塊石屎墜進嬰兒車，男嬰重傷須送院救治，情況嚴重。警方事後於肇事單位內帶走戶主返署助查。明報[]
- 一名退休商人於下午與4名友人到汀九近水灣游泳，其間退休商人懷疑遇溺失蹤，消防及水警接報後到場搜索，至今仍無發現。明報
- 一名補習教師因不滿其9歲的學生時常撒謊，於2005年7月5日及6日以長木尺體罰學生，裁判官指被告的教學手法不合時宜，且現今法律不容許教師體罰學生，故以兩項「襲擊他人致身體受傷」罪判處補習教師罰款港幣2000元。明報

## 6月22日
- 香港政府為加強私人住宅樓宇市場的透明度及消費者的權益，故聯同地產代理監管局、消委會及地產建設商會推出一系列新措施，包括統一以簽訂臨時買賣合約作為「賣出單位」的標準；地產發展商於售賣一手樓盤及樓花時須於售樓書內夾附一份「買家須知」清單，以提醒買家於置業須留意的事項。另地政總署發現地產發展商違反該署所發出的預售樓花同意方案之條款，該署有權警告有關地產發展商並要求更正有關資料。嚴重者可被暫時取消甚至收回預售同意，禁止該物業繼續進行預售；並容許有關物業的買家取消合約及取回已繳付的金額連利息。香港政府新聞稿 （页面存档备份，存于）

- 統計處公布2006年5月的消費物價指數。整體消費物價較去年同期增加2.1%，比4月份的1.9%略為增加。統計處表示，通脹是由於首飾及市民外出用膳費用增加所致，另電訊服務費用較高亦跟通脹有關。香港政府新聞稿 （页面存档备份，存于）

- 十多名婦女報稱到灣仔一間美容中心求職，但需購買美容減肥產品及租用中心的雜物櫃及房間才能成為正式職員，各人不虞有詐而被騙。但當她們陸續發現被騙後要求美容中心退貨但被拒絕。而事主離職時，中心更要找人接替其職位。警方初步指過去曾有類似的行騙手法，並承諾盡力徹查事件。立法會議員王國興認為事件屬商業騙案，騙徒利用新移民婦女移居到香港後求職心切而乘機對她們行騙。明報[]

- 房委會轄下投標小組委員會通過由有利建築承接粉嶺36區(清河邨)第1期的餘下工程。批出的合約投標價為5億5千多萬港元。按合約規定，新承建商須聘用不少於先前建築合約所聘用的80%自選分包商，另須於由合約批出日後24個內完成有關的建築工程。香港政府新聞稿 （页面存档备份，存于）

## 6月23日
- 香港政府刊登憲報，指由於前西貢區區議會委任議員陳桂生已於2006年4月4日去世，故委任陳權軍以填補其空缺，任期由本年6月16日起至2007年12月31日止。另因東區區議會「翠灣選區」民選議員鄧禮明已向民政事務總署提出書面請辭，故宣佈議席已於6月16日起懸空。選舉事務處將於三個月內安排補選。香港政府新聞稿1 （页面存档备份，存于）、2 （页面存档备份，存于）
- 立法會財務委員會以40票贊成、10反對通過添馬艦新政府總部工程的52億元撥款申請，拖拉了9年的工程正式上馬。明報[]、太陽報[]、東方日報[]

## 6月24日
- 行政長官曾蔭權在香港電台節目《香港家書》內發表題為「走出禮賓府」文章，就擔任行政長官一週年以來分享其經歷和感受。他表示以往擔任政府技術官員時，論證過程強調理性；但當上任行政長官之後，他明白到要先以感性和同理心跟市民感受社會民情，再以理性分析去進行決策。此外，他在節目中亦承諾於未來一年花更多時間到街上與市民直接接觸。香港政府新聞稿 （页面存档备份，存于）

## 6月25日
- 香港賽馬會於下午在沙田馬場舉行賽事期間發生墮馬意外。第二場1800米賽事，戴勝於策騎馬匹「雄心快馬」期間，因馬匹失衡倒地而墮馬，其後由杜鵬志所策騎「領先機」亦疑因閃避不及，連馬帶人撞向圍欄。戴勝重傷一度昏迷，送院搶救後情況危殆，而杜鵬志則傷無大礙，毋須送院。明報[]

## 6月26日
- 民政事務局召開記者招待會，宣佈一系列有關舊衣回收的管制措施。包括於社區會堂、文娛體育場地等地點設置舊衣回收箱供非牟利團體使用。而地政總署則不會再批准在街上設置舊衣回收籠的申請。而政府亦會從7月中旬開始進行突擊行動，各區民政事務處將聯同食環署及地政總署等政府部門以《簡易程序治罪條例》清理擺放在街上的舊衣回收籠。香港政府新聞稿 （页面存档备份，存于）
- 一名小販於早上在天水圍天恩邨販賣中草藥期間，疑因逃避食環署小販管理隊人員追捕，情急下跳進明渠逃走欲游往對岸而遇溺，送院後證實不治。事件再次引起市民對小販管理隊執法時不顧小販安全而導致有人傷亡的關注，而當地居民亦指摘食環署人員在小販遇溺後見死不救而造成人命傷亡，有立法會議員認為政府應重新檢討小販管理政策。而食環署署長梁永立則表示已委派一名高級衛生總監跟進事件，並呼籲目擊者致電熱線2867 5364講述事發經過。明報[]
- 百佳超級市場鑑於英國吉百利朱古力廠方發現工場受沙門氏菌感染，宣佈回收其中一款從英國直接進口的薄荷牛奶(Dairy Milk Mint)朱古力。發言人指雖未確定出售的朱古力是否與英國出問題者屬同一批號，但為安全計，市民若已購買有關朱古力，可憑收據到旗下分店安排退貨及退款。而食環署發言人則強調會密切留意及跟進事件，並得悉受影響的朱古力並無進口本港，該署亦會聯絡英國駐港總領事館以索取更多資料。明報[]
- 香港迪士尼樂園推出夏日通行證以吸引遊客，遊客可於本年7月1日至9月28日期間(9月12日除外)憑證無限次進入樂園。每張成人通行證票價為450港元；3至11歲的小童及65歲以上的長者的票價則分別為320及270港元。持證人於進入樂園時，須出示身份證明文件以作核實。迪士尼方面表示，任何遊客均可購買夏日通行證，並非只限香港居民才可購買。香港迪士尼樂園網頁
- 石硤尾發生殺嬰案，一名15歲少女疑於南山邨寓所誕下女嬰，情急下將女嬰連臍帶擲下樓。其母見女兒臉色異常而揭發事件並報警，涉事少女事後不適需送院治療。警方接報後召鑑證科及法醫官到場調查，經初步盤問後拘捕該少女，其男友亦被帶返警署作進一步調查。明報[]
- 葵涌梨木樹邨一名老翁疑不堪年老喪偶致情緒不穩，加上不滿家中印尼女傭照顧不周，於凌晨乘女傭睡覺時持菜刀襲擊對方。女傭突然感到痛楚，並負傷逃出單位向鄰居求救。其後警方接報到場發現單位反鎖，破門入屋後發現老翁已從窗戶跳樓自殺，並倒臥大廈對開路面，送院後證實不治。女傭則頭部受傷，經治理後並無大礙。警方事後於單位內發現一封遺書，經調查後認為案件無可疑。明報[]
- 澳門司警根據情報，於下午搜查氹仔一個目標單位，並搜獲約1000萬元波纜，以及一批懷疑涉案的電腦及電子器材。司警相信是香港黑幫組織在澳門設立的基地之一。司警在行動中拘捕一名已被革職的香港警員，並懷疑他為集團主腦。而香港警方反黑組探員接獲線報，下午亦於大埔同秀坊拘捕一名男子，並檢獲5萬元波纜紙、1部電腦、2部手提電話及1把開山刀，懷疑與案件有關。明報
- 在港經營25年的日資百貨公司三越百貨，其位於銅鑼灣興利中心的分店租約於本年9月屆滿，現正進行大減價。該公司的香港總經理張慧嫻指出由於日本總公司認為香港的租金過高，正考慮是否繼續在港經營。但香港方面已有數個可行新址繼續經營。不過由於需作籌備工作，故即使繼續經營，仍需待至2007年才能復業。明報[]
- 天選之子～伍家豪（亦稱 Kaspar Ng)出生

## 6月27日
- 全國政協主席賈慶林抵達香港，開始對香港進行為期三天的考察訪問，並出席CEPA簽署三週年論壇。香港政府新聞處 （页面存档备份，存于）

## 6月30日
- 香港高級程度會考放榜，兩名6A「狀元」同是出自恒生商學書院。英文科目合格率僅74%，為11年以來最低。 雅虎新聞 明報

| 香港新聞動態 |
| \| - 2024年香港：1月 - 2月 - 3月 - 4月 - 5月 - 6月 - 7月 - 8月 - 9月 - 10月 - 11月 - 12月 - 2023年香港：1月 - 2月 - 3月 - 4月 - 5月 - 6月 - 7月 - 8月 - 9月 - 10月 - 11月 - 12月 - 2022年香港：1月 - 2月 - 3月 - 4月 - 5月 - 6月 - 7月 - 8月 - 9月 - 10月 - 11月 - 12月 - 2021年香港：1月 - 2月 - 3月 - 4月 - 5月 - 6月 - 7月 - 8月 - 9月 - 10月 - 11月 - 12月 - 2020年香港：1月 - 2月 - 3月 - 4月 - 5月 - 6月 - 7月 - 8月 - 9月 - 10月 - 11月 - 12月 - 2019年香港：1月 - 2月 - 3月 - 4月 - 5月 - 6月 - 7月 - 8月 - 9月 - 10月 - 11月 - 12月 - 2018年香港：1月 - 2月 - 3月 - 4月 - 5月 - 6月 - 7月 - 8月 - 9月 - 10月 - 11月 - 12月 - 2017年香港：1月 - 2月 - 3月 - 4月 - 5月 - 6月 - 7月 - 8月 - 9月 - 10月 - 11月 - 12月 - 2016年香港：1月 - 2月 - 3月 - 4月 - 5月 - 6月 - 7月 - 8月 - 9月 - 10月 - 11月 - 12月 - 2015年香港：1月 - 2月 - 3月 - 4月 - 5月 - 6月 - 7月 - 8月 - 9月 - 10月 - 11月 - 12月 - 2014年香港：1月 - 2月 - 3月 - 4月 - 5月 - 6月 - 7月 - 8月 - 9月 - 10月 - 11月 - 12月 - 2013年香港：1月 - 2月 - 3月 - 4月 - 5月 - 6月 - 7月 - 8月 - 9月 - 10月 - 11月 - 12月 - 2012年香港：1月 - 2月 - 3月 - 4月 - 5月 - 6月 - 7月 - 8月 - 9月 - 10月 - 11月 - 12月 - 2011年香港：1月 - 2月 - 3月 - 4月 - 5月 - 6月 - 7月 - 8月 - 9月 - 10月 - 11月 - 12月 - 2010年香港：1月 - 2月 - 3月 - 4月 - 5月 - 6月 - 7月 - 8月 - 9月 - 10月 - 11月 - 12月 - 2009年香港：1月 - 2月 - 3月 - 4月 - 5月 - 6月 - 7月 - 8月 - 9月 - 10月 - 11月 - 12月 - 2008年香港：1月 - 2月 - 3月 - 4月 - 5月 - 6月 - 7月 - 8月 - 9月 - 10月 - 11月 - 12月 - 2007年香港：1月 - 2月 - 3月 - 4月 - 5月 - 6月 - 7月 - 8月 - 9月 - 10月 - 11月 - 12月 - 2006年香港：1月 - 2月 - 3月 - 4月 - 5月 - 6月 - 7月 - 8月 - 9月 - 10月 - 11月 - 12月 - 2005年香港：1月 - 2月 - 3月 - 4月 - 5月 - 6月 - 7月 - 8月 - 9月 - 10月 - 11月 - 12月 - 2004年香港：1月 - 2月 - 3月 - 4月 - 5月 - 6月 - 7月 - 8月 - 9月 - 10月 - 11月 - 12月 - 2003年香港：1月 - 2月 - 3月 - 4月 - 5月 - 6月 - 7月 - 8月 - 9月 - 10月 - 11月 - 12月 - 2002年香港：1月 - 2月 - 3月 - 4月 - 5月 - 6月 - 7月 - 8月 - 9月 - 10月 - 11月 - 12月 - 2001年香港：1月 - 2月 - 3月 - 4月 - 5月 - 6月 - 7月 - 8月 - 9月 - 10月 - 11月 - 12月 - 2000年香港：1月 - 2月 - 3月 - 4月 - 5月 - 6月 - 7月 - 8月 - 9月 - 10月 - 11月 - 12月 - 1999年香港：1月 - 2月 - 3月 - 4月 - 5月 - 6月 - 7月 - 8月 - 9月 - 10月 - 11月 - 12月 - 1998年香港：1月 - 2月 - 3月 - 4月 - 5月 - 6月 - 7月 - 8月 - 9月 - 10月 - 11月 - 12月 - 1997年香港：1月 - 2月 - 3月 - 4月 - 5月 - 6月 - 7月 - 8月 - 9月 - 10月 - 11月 - 12月 參 \| |
| - 2024年香港：1月 - 2月 - 3月 - 4月 - 5月 - 6月 - 7月 - 8月 - 9月 - 10月 - 11月 - 12月 - 2023年香港：1月 - 2月 - 3月 - 4月 - 5月 - 6月 - 7月 - 8月 - 9月 - 10月 - 11月 - 12月 - 2022年香港：1月 - 2月 - 3月 - 4月 - 5月 - 6月 - 7月 - 8月 - 9月 - 10月 - 11月 - 12月 - 2021年香港：1月 - 2月 - 3月 - 4月 - 5月 - 6月 - 7月 - 8月 - 9月 - 10月 - 11月 - 12月 - 2020年香港：1月 - 2月 - 3月 - 4月 - 5月 - 6月 - 7月 - 8月 - 9月 - 10月 - 11月 - 12月 - 2019年香港：1月 - 2月 - 3月 - 4月 - 5月 - 6月 - 7月 - 8月 - 9月 - 10月 - 11月 - 12月 - 2018年香港：1月 - 2月 - 3月 - 4月 - 5月 - 6月 - 7月 - 8月 - 9月 - 10月 - 11月 - 12月 - 2017年香港：1月 - 2月 - 3月 - 4月 - 5月 - 6月 - 7月 - 8月 - 9月 - 10月 - 11月 - 12月 - 2016年香港：1月 - 2月 - 3月 - 4月 - 5月 - 6月 - 7月 - 8月 - 9月 - 10月 - 11月 - 12月 - 2015年香港：1月 - 2月 - 3月 - 4月 - 5月 - 6月 - 7月 - 8月 - 9月 - 10月 - 11月 - 12月 - 2014年香港：1月 - 2月 - 3月 - 4月 - 5月 - 6月 - 7月 - 8月 - 9月 - 10月 - 11月 - 12月 - 2013年香港：1月 - 2月 - 3月 - 4月 - 5月 - 6月 - 7月 - 8月 - 9月 - 10月 - 11月 - 12月 - 2012年香港：1月 - 2月 - 3月 - 4月 - 5月 - 6月 - 7月 - 8月 - 9月 - 10月 - 11月 - 12月 - 2011年香港：1月 - 2月 - 3月 - 4月 - 5月 - 6月 - 7月 - 8月 - 9月 - 10月 - 11月 - 12月 - 2010年香港：1月 - 2月 - 3月 - 4月 - 5月 - 6月 - 7月 - 8月 - 9月 - 10月 - 11月 - 12月 - 2009年香港：1月 - 2月 - 3月 - 4月 - 5月 - 6月 - 7月 - 8月 - 9月 - 10月 - 11月 - 12月 - 2008年香港：1月 - 2月 - 3月 - 4月 - 5月 - 6月 - 7月 - 8月 - 9月 - 10月 - 11月 - 12月 - 2007年香港：1月 - 2月 - 3月 - 4月 - 5月 - 6月 - 7月 - 8月 - 9月 - 10月 - 11月 - 12月 - 2006年香港：1月 - 2月 - 3月 - 4月 - 5月 - 6月 - 7月 - 8月 - 9月 - 10月 - 11月 - 12月 - 2005年香港：1月 - 2月 - 3月 - 4月 - 5月 - 6月 - 7月 - 8月 - 9月 - 10月 - 11月 - 12月 - 2004年香港：1月 - 2月 - 3月 - 4月 - 5月 - 6月 - 7月 - 8月 - 9月 - 10月 - 11月 - 12月 - 2003年香港：1月 - 2月 - 3月 - 4月 - 5月 - 6月 - 7月 - 8月 - 9月 - 10月 - 11月 - 12月 - 2002年香港：1月 - 2月 - 3月 - 4月 - 5月 - 6月 - 7月 - 8月 - 9月 - 10月 - 11月 - 12月 - 2001年香港：1月 - 2月 - 3月 - 4月 - 5月 - 6月 - 7月 - 8月 - 9月 - 10月 - 11月 - 12月 - 2000年香港：1月 - 2月 - 3月 - 4月 - 5月 - 6月 - 7月 - 8月 - 9月 - 10月 - 11月 - 12月 - 1999年香港：1月 - 2月 - 3月 - 4月 - 5月 - 6月 - 7月 - 8月 - 9月 - 10月 - 11月 - 12月 - 1998年香港：1月 - 2月 - 3月 - 4月 - 5月 - 6月 - 7月 - 8月 - 9月 - 10月 - 11月 - 12月 - 1997年香港：1月 - 2月 - 3月 - 4月 - 5月 - 6月 - 7月 - 8月 - 9月 - 10月 - 11月 - 12月 參       |

1. ↑  容量有限，本表只列出香港回歸以來各年各月香港新聞動態。關於更早年代的各年各月香港新聞動態，詳見於某年香港（某年表示1997年之前的公曆年份）。